# Parafia św. Andrzeja Boboli w Dubeninkach
Parafia św. Andrzeja Boboli w Dubeninkach – rzymskokatolicka parafia leżąca w dekanacie Filipów należącym do diecezji ełckiej.
Erygowana w 1952.